# Kelly Johnson (guitarrista)

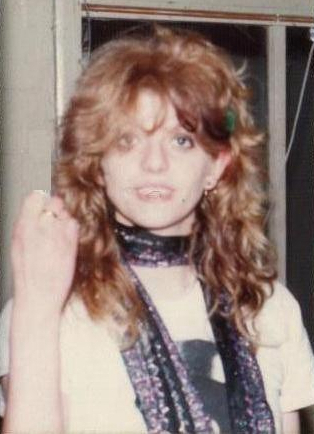
Kelly Johnson (1981).

Bernadette Johnson, mais conhecida como Kelly Johnson, (Londres, 20 de junho de 1958 - 15 de julho de 2007) foi uma guitarrista, cantora e compositora inglesa, mais conhecida por ter sido a guitarrista, vocalista e co-fundadora da banda de rock e heavy metal feminina Girlschool.

## Biografia

### Origens
Nasceu em Edmonton, ao norte de Londres e frequentou  a escola Edmonton County School onde fez seus estudos.

### Início da carreira
Com apenas 19 anos, juntou-se à banda Painted Ladies, que seria o embrião da banda que a tornaria conhecida, Girlschool. Em 1978, a banda grava seu primeiro single chamado Take it away e chama a atenção de Lemmy Kilmister da banda Motorhead que as recomenda para a gravadora Bronze Records com a qual assinam contrato em 1979.

### Girlschool
Em 1980, vem o primeiro LP das Girlschool, Demolition. Desse álbum destacam-se as faixas Emergency e Race with the devil. Em 1981, a banda grava seu álbum de maior sucesso, Hit and Run do qual saem os sucessos C´mon Let's go, Yeah Right, a faixa título e um cover da canção Tush da banda estadunidense ZZ Top. As composições são assinadas em sua maioria por Johnson junto com Kim McAuliffe e Enid Williams. Johnson ainda gravaria os áluns Screaming Blue Murder em 1982 e Play Dirty em 1983 quando decide sair do grupo para se fixar nos EUA.

### EUA
Nos EUA, tenta uma carreira solo, mas não é bem sucedida. Aprende Língua de sinais e passa a trabalhar com surdos-mudos. Em 1993, retorna à Inglaterra e à Girlschool.

### Retorno, doença e morte
Johnson grava com o Girlschool o álbum ao vivo Girlschool Live em 1996 e permanece com a banda até 2000 quando descobre que está com câncer na espinha e se retira do grupo para fazer o tratamento. Falece em 2007.

## Discografia
- Demolition - 1980
- St. Valentine's Day Massacre EP - 1981
- Hit and Run - 1981
- Screaming Blue Murder - 1982
- Play Dirty - 1983
- Girlschool Live - 1996